# 二异丙胺
二异丙胺是一种仲胺，化学式为(CH3)2HC-NH-CH(CH3)2。

## 制备

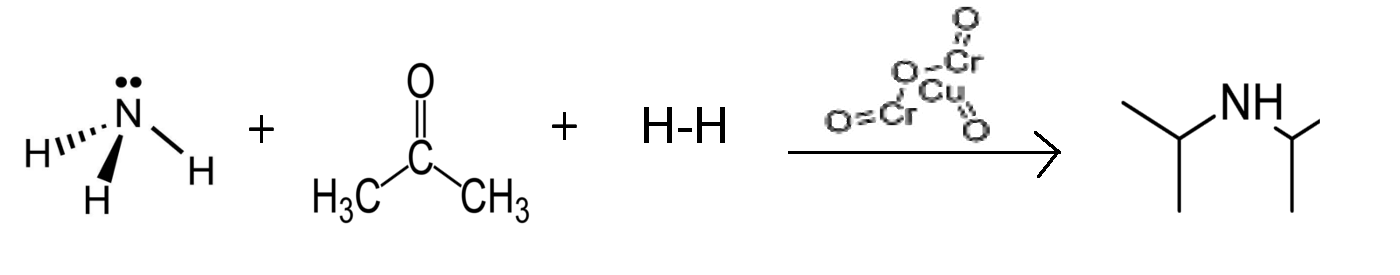
亚铬酸铜催化丙酮和氨还原制二异丙胺

二异丙胺有市售品，实验室可以直接购买。它可以由丙酮和氨在修饰氧化铜（或亚铬酸铜）的催化下进行还原胺化反应得到：
NH
3 + 2(CH
3)
2CO + 2H
2 → C
6H
15N + 2H
2O
它可以在氢氧化钾上蒸馏或通过钠丝来干燥。